# Konsulat Generalny Węgier w Krakowie
Konsulat Generalny Węgier w Krakowie (węg. Magyarország Főkonzulátusa Krakkó) – misja konsularna Węgier w Krakowie, w Rzeczypospolitej Polskiej.
Okręg konsularny Konsulatu Generalnego Węgier w Krakowie obejmuje województwa:

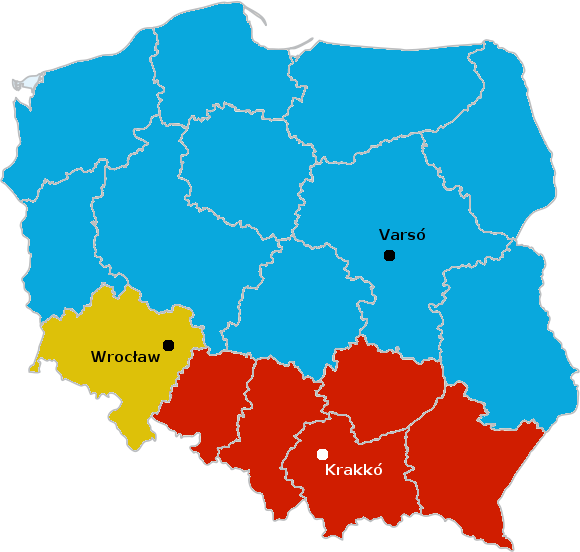
Węgierska sieć konsularna w Polsce

- dolnośląskie
- małopolskie
- opolskie
- podkarpackie
- śląskie
- świętokrzyskie.

## Podział organizacyjny
- Węgierski Narodowy Dom Handlowy (węg. Magyar Nemzeti Kereskedőház Zrt., ang. Hungarian National Trading House), Kraków, ul. Morawskiego 5 (2015–)

## Historia
Konsulat Węgier w Krakowie powstał na bazie działającej na koniec I wojny światowej Węgierskiej Misji Wojskowej (Magyar katonai misszió), w której w 1918 uruchomiono biuro paszportowe, następnie w 1921 konsulat pod nazwą Węgierskiego Konsulatu Królewskiego (Magyar Királyi Konzulátus). W 1924 jego działalność zawieszono; dwa lata później powołując konsulat honorowy (1926-1940). Po zmianach ustrojowych w okresie lat 1994–2009 działał konsulat zawodowy, potem przez kilka lat nie funkcjonował, i ponownie został otwarty w 2014.

## Lista kierowników konsulatu[6]
- 1919- - płk. Árpád Guillaume, kier. biura paszportowego/konsul[7]
- 1921-1922 - baron Lothar Hauser, konsul generalny[8]
- 1922-1924 - dr István Reviczky, konsul

- 1926-1930 - Wojciech Marchwicki, konsul honorowy
- 1931-1940 - Ludwik Dyduch, konsul honorowy

- 1994-1995 - prof. István Kovács, konsul generalny
- 1995-1999 - Ferenc Puskás, konsul generalny
- 1999-2003 - István Kovács, konsul generalny
- 2003-2007 - Zoltán Nagyiványi, konsul generalny
- 2007-2009 - Katalina Bozsaky, konsul generalny
- 2014-2020 - prof. Adrienne Körmendi, konsul generalny
- 2020- - Tibor Gerencsér, konsul generalny

## Siedziba[6]
Konsulatu mieściła się w Willi Biały Domek z 1886 (proj. Antoni Siedek) przy ul. Lubicz 21 (1921-1924), w kamienicy z 1878 (proj. Ludwik Beym) przy ul. Podwale 7 (1926-1930), w domu z 1905 (proj. E. Zaklik) przy ul. Biskupiej 7 (1931-1940), przy ul. Pod Sikornikiem, w domu wyb. po 1312 przy ul. Mikołajskiej 26 (1999-2001), w domu z 1878 (proj. Józef Pokutyński) przy ul. św. Marka 7 (-2009), obecnie w Browarze Lubicz przy ul. Lubicz 17h (2014–).

## Galeria

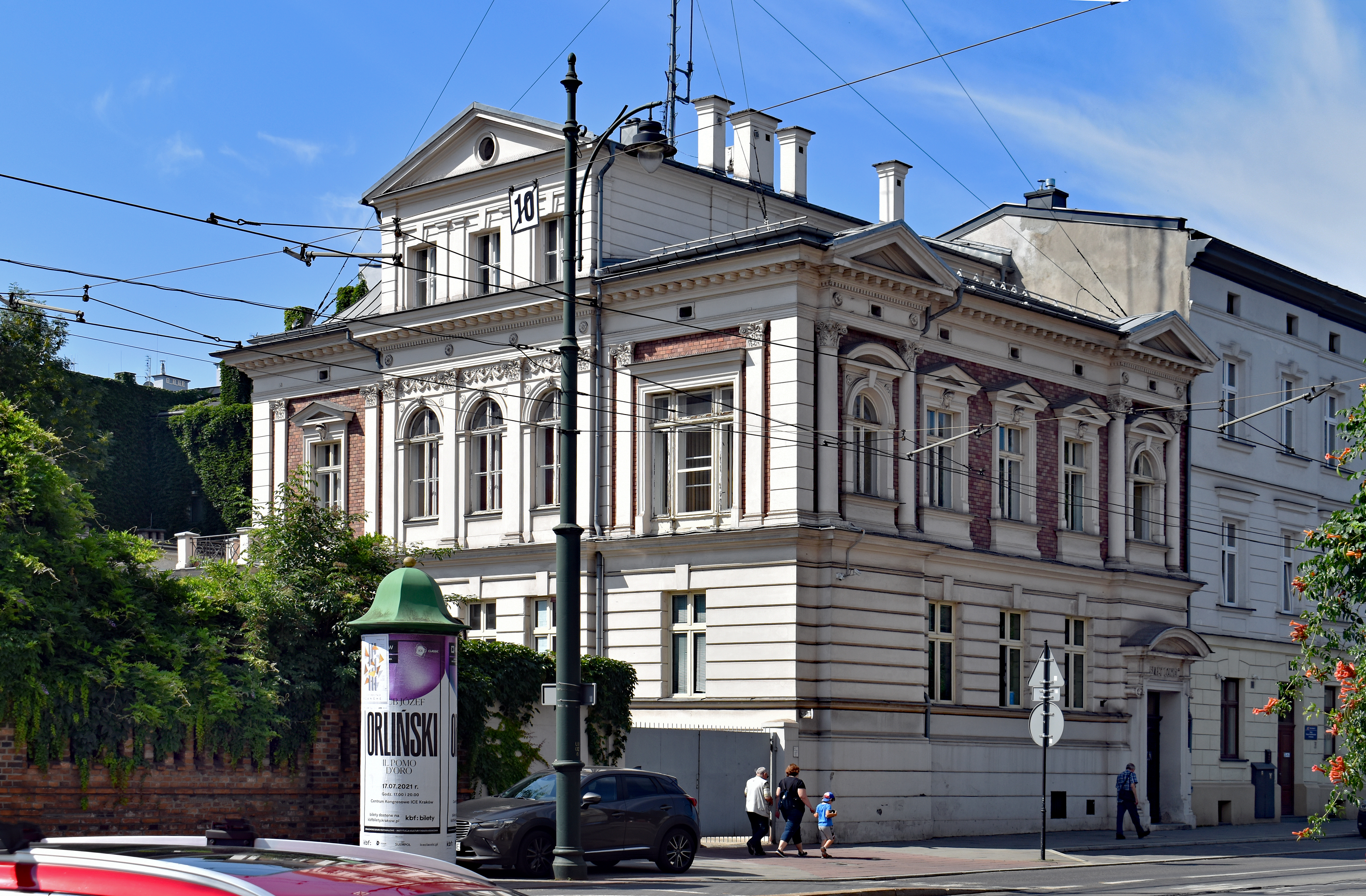
b. siedziba konsulatu Węgier w Krakowie przy ul. Lubicz 21 (1921-1924)
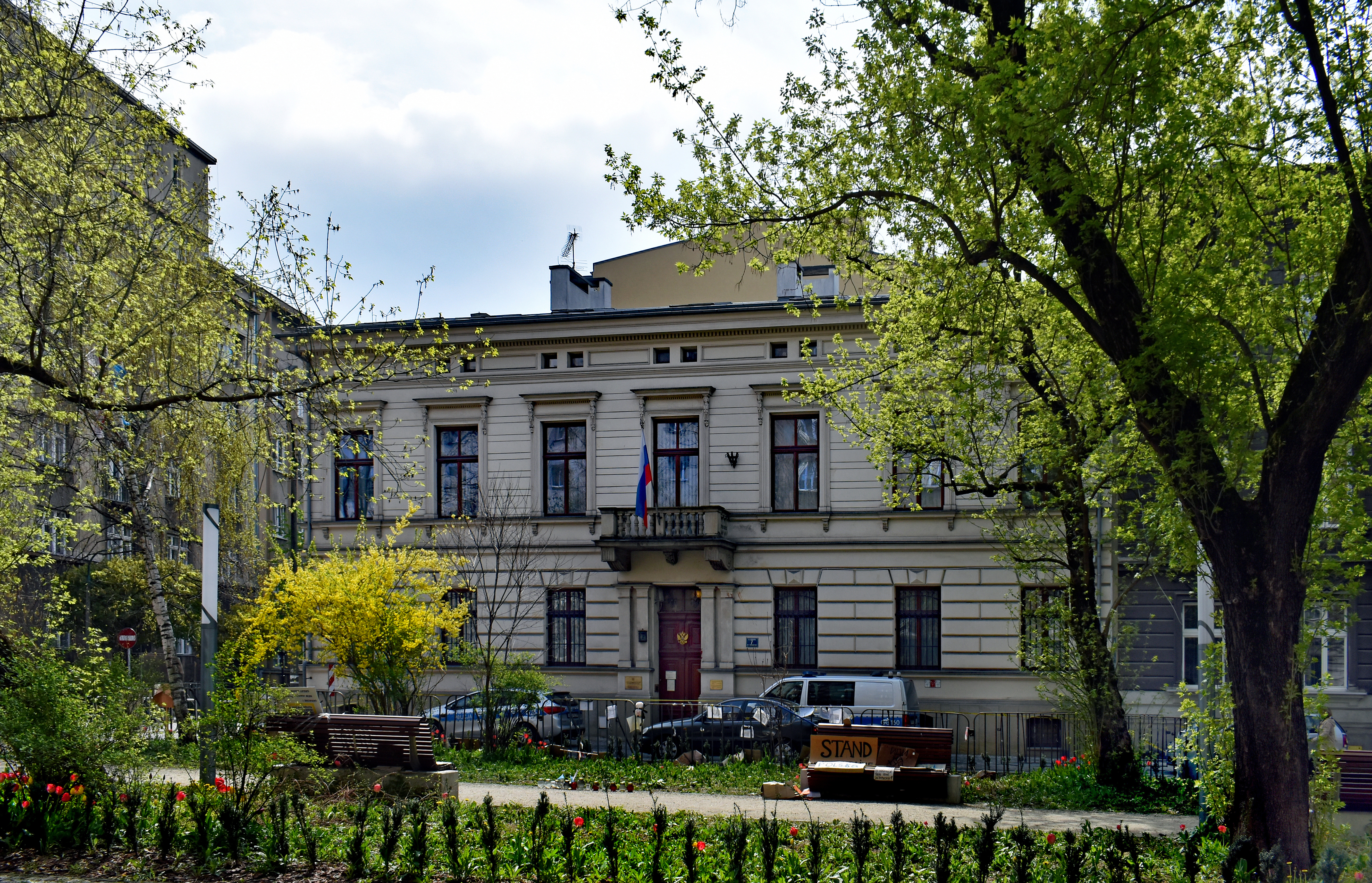
b. siedziba konsulatu Węgier w Krakowie przy ul. Biskupiej 7 (1931-1940)
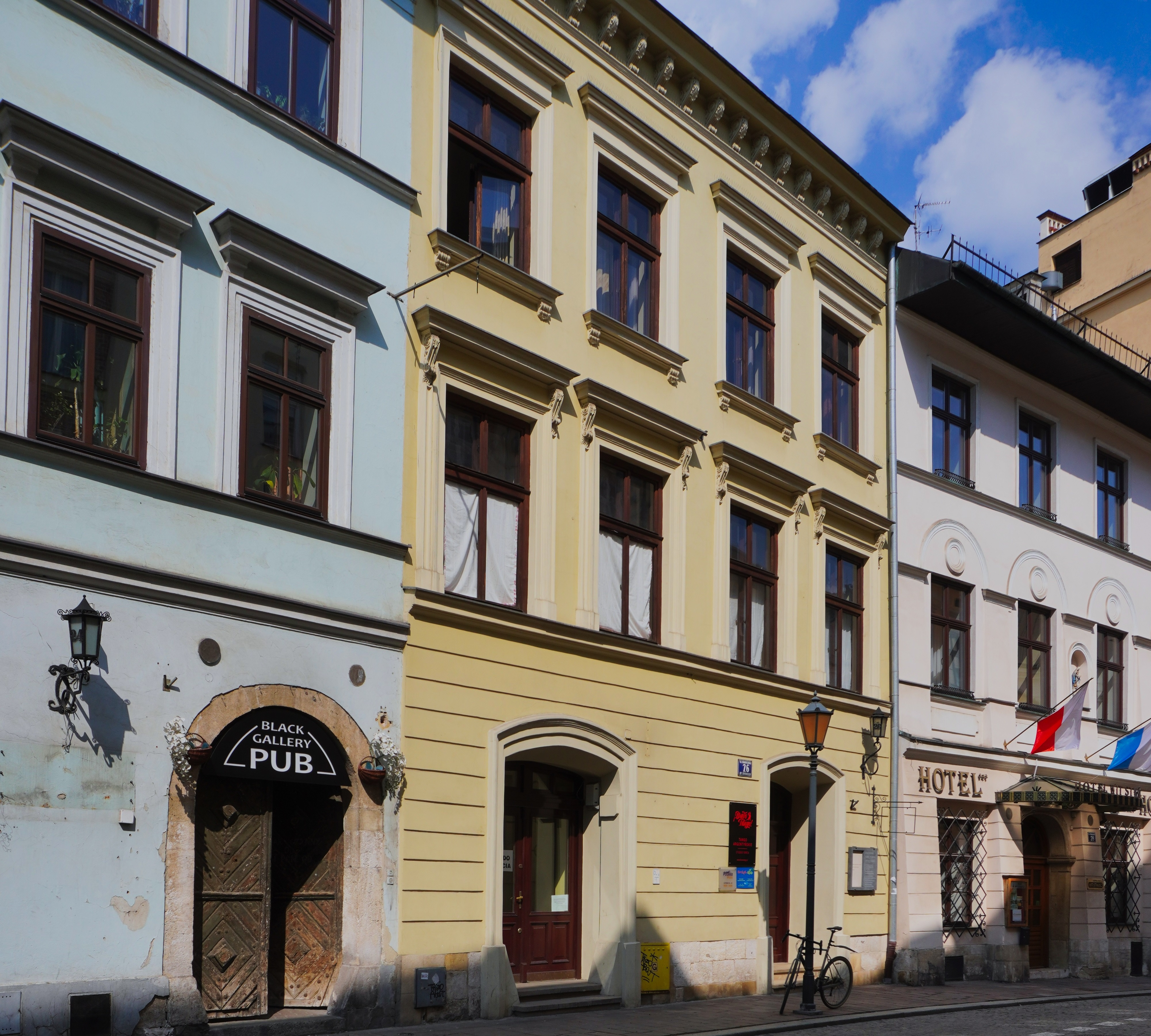
b. siedziba konsulatu Węgier w Krakowie przy ul. Mikołajskiej 26 (1999-2001)
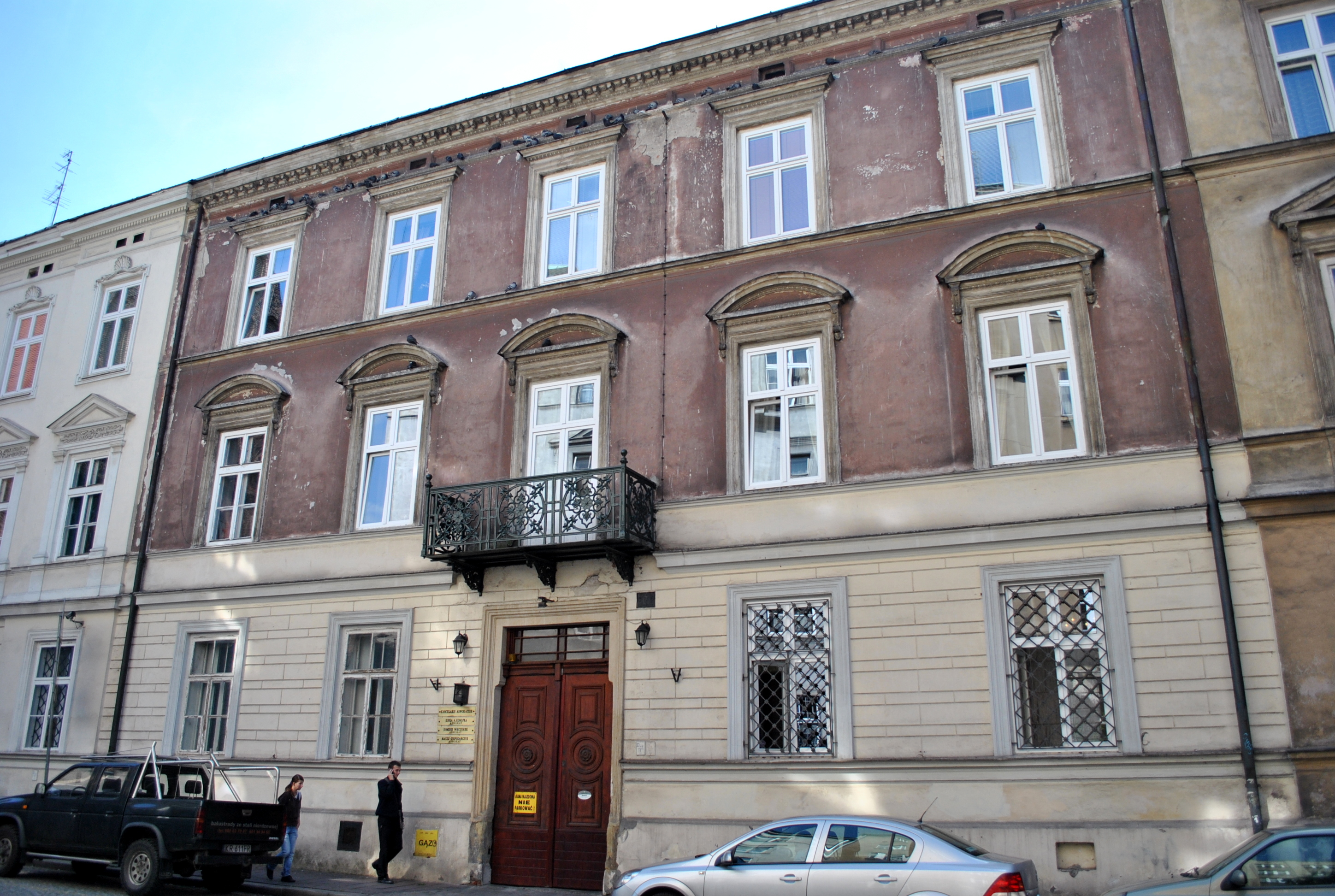
b. siedziba konsulatu Węgier w Krakowie przy ul. Św. Marka 7 (-2009)